# The A-Team (película)
The A-Team (conocida en España como El equipo A y en Hispanoamérica como Los magníficos o Brigada A) es una película de acción basada en la serie de los 80 del mismo nombre, dirigida por Joe Carnahan, producida por los hermanos Scott - Ridley y Tony - y protagonizada por Liam Neeson, Bradley Cooper, Quinton Jackson y Sharlto Copley.

## Argumento
La película comienza en México, donde el coronel John "Hannibal" Smith escapa de un almacén donde secuaces del corrupto general Tuco le tenían prisionero. Posteriormente Hannibal convencerá al sargento Bosco "B.A." Baracus, al que había conocido conduciendo su furgoneta por una carretera, para que le ayude a rescatar al teniente Templeton "Faceman" Peck, atrapado por Tuco, tras seducir a su mujer. Tras entablar combate con las fuerzas de Tuco, los tres militares conocerán al capitán "Howling Mad" Murdock, a quien sacan de un sanatorio mental, cuya experiencia como piloto será esencial para escapar en un helicóptero robado, aunque estuvo a punto de causarle la muerte a Baracus, quien adquirió así un ciego miedo a volar. Al llegar a territorio americano, un misil vuela el helicóptero de Tuco y sus hombres, siendo este desde el principio el plan de Hannibal.
Ocho años y ochenta exitosas misiones después, los cuatro soldados preparan su salida de Irak, cuando el superior de Smith, el general Morrison, advierte a Hannibal de evitar una misión solicitada por Lynch, un misterioso operativo de la CIA, para recuperar unas placas de impresión de dólares que están en manos de insurgentes iraquíes, también ignorando la advertencia de la capitana Charissa Sosa. Ignorando las advertencias y pensando que así realizarían una buena obra, los protagonistas cumplen la misión, pero al regresar, el contenedor con el dinero recuperado y el vehículo del general Morrison, son destruidos por un grupo de mercenarios liderados por el sanguinario Brock Pike. Sin el testimonio de Morrison sobre sus actos, Hannibal, Face, B.A. y Murdock son arrestados, destituidos y sentenciados a diez años en prisión en cárceles distintas.
Seis meses después, Lynch visita a Hannibal en el centro de detención militar de Fort Carson para pedirle ayuda para rastrear a Pike, quién piensa venderle las placas a un misterioso árabe. Hannibal también ha rastreado a Pike por su cuenta y decide ayudar a Lynch con la condición de que limpie sus nombres. Con la ayuda de un cigarro que contenía una sustancia que le ayudó a fingir su muerte, Smith ayuda a liberar a Faceman y Baracus. Sosa, quien ha sido degradada a teniente, se lanza en búsqueda del equipo, viajando a Fráncfort del Meno (Alemania), donde estaba recluido Murdock. El resto del equipo logra rescatar al piloto y escapar de sus perseguidores en una rocambolesca huida por aire que acaba con un tanque suspendido en paracaídas. Posteriormente logran recuperar las placas en un elaborado plan, donde también secuestran al misterioso árabe que sorprendentemente es en realidad el general Morrison, quien revela que Lynch, Pike y él urdieron el plan para hacerse con las placas y que se asoció posteriormente con Pike para engañar a Lynch y vender las placas sin que se enterase. Sin embargo, el agente de la CIA logra localizarlos y bombardea su escondite, matando a Morrison.
Tras contactar con Sosa y advertirle que está siendo vigilada por Lynch, el cual la considera una amenaza, Face planea enfrentarse al corrupto agente de la CIA, engañándole en un nuevo y elaborado plan desarrollado en el puerto de Los Ángeles. En medio de la confrontación, Baracus elimina a Pike, mientras que Hannibal y Murdock logran poner en evidencia a Lynch, quien finalmente es arrestado. Debido a su fuga de prisión, los protagonistas son arrestados de nuevo, pero logran escapar con la llave de las esposas que Charissa le dio a Faceman cuando le besó antes de despedirse y prometerle que les ayudaría a limpiar sus nombres. Al final se escucha la introducción de la serie, revelando que los protagonistas sobreviven como soldados de fortuna, aún perseguidos por el gobierno.
En la escena poscréditos hay un cameo de Dirk Benedict y Dwight Schultz quienes interpretaron a Face y Murdock en la serie original.

## Reparto

### Personajes principales
- Liam Neeson es el coronel John "Hannibal" Smith: líder del equipo y experimentado estratega militar es el cerebro del equipo . Neeson se tiñó su cabello castaño a blanco para acercarse más a la caracterización del personaje que originalmente interpretaba George Peppard[6] A pesar de ello, el actor irlandés insistió en que no quería hacer una imitación de la interpretación de Peppard.[7] Carnahan comparó el rol de Hannibal con un "Lee Marvin de sonrisa fácil".[7]

- Bradley Cooper es el teniente Templeton "Faceman" Peck (Fénix/Faz): oficial de material y armamento que es todo un sex symbol y de gran éxito con las mujeres. Cooper tomó algunas lecciones sobre manejo de armas durante los primeros días de rodaje.[6] Carnahan admitió que el personaje de Cooper fue quizás el que más cambios tuvo de la serie a la película. El director lo describió como "un personaje tipo James Bond". Dirk Benedict avaló la reinterpretación de su papel en la serie al asegurar que el Face de la película "era lo que él quería ser".[8]

- Quinton Jackson es el sargento Bosco Albert "B.A." Baracus (M.A./Mario Baracus): grande, fuerte, intimidatorio y con muy mal carácter además de ser un habilidoso mecánico. Tanto Jackson como el director Joe Carnahan acordaron que B.A. no portaría las cadenas y anillos dorados como en la serie porque consideraron que eran más representativas de Mr. T y de su icono popular que del personaje de Baracus.[9]

- Sharlto Copley es el capitán H.M. "Loco Aullador" Murdock: experto piloto con tendencia a la locura. Copley aportó muchas ideas y sugerencias al personaje, así como varias improvisaciones.[9] El actor sudafricano comentó que la primera vez que improvisó el papel delante de Dwight Schultz, el Murdock original, este se puso a llorar de risa. Copley se ha declarado un fan de la serie original, desde su niñez,[10] por lo que la aprobación de Schultz fue muy importante para que aceptara seguir adelante con el papel.[11]

### Personajes secundarios
- Jessica Biel como la teniente Charissa Sosa, una agente del Departamento de Defensa que persigue al grupo y que fue pareja de Face.[12]

- Patrick Wilson es Lynch, un agente de la CIA que en principio ayuda al equipo a fugarse de prisión para luego ser perseguido tras descubrirse que era un traidor cuyo verdadero nombre era Agente Vance Burrett. El personaje está basado en el Coronel Derryck Lynch, de la serie original, que perseguía al Equipo A durante la primera temporada de la serie.[13]

- Brian Bloom es Brock Pike, el líder del escuadrón de combate de la empresa militar privada Black Forest que roba las placas de impresión.

- Gerald McRaney es el general Russell Morrison, amigo de Hannibal y líder de la base donde los protagonistas están destinados en Irak.

- Jon Hamm es el coronel Lynch, un operativo de la CIA aparecido en las secuencias finales, llevando el mismo nombre en clave que el anterior personaje.

En la pequeña historia del inicio aparecen otros actores como Yul Vazquez interpretando al General Javier Tuco, enemigo del equipo A, Omari Hardwick como Chopshop Jay, el mecánico que custodia la furgoneta de B.A. o el propio director Joe Carnahan como uno de los contactos de Hannibal, que le indica la localización de Murdock y el helicóptero.

## Producción

### Preproducción y casting
La película llevaba en desarrollo desde mediados de los 90, pasando por varios guiones e ideas, y puesta en suspensión varias veces.
John Singleton fue el elegido inicialmente para dirigir la adaptación, pero en octubre de 2008 dejó el proyecto por problemas contractuales con la 20th Century Fox. En su momento expresó su deseo de que Woody Harrelson interpretara el rol de Murdock y Ice Cube el de B.A. Barracus. Con la llegada al mando de la producción de los hermanos Ridley Scott y Tony Scott en enero de 2009, la dirección se asignó a Joe Carnahan. Carnahan mencionó que le gustaría "reimaginar la serie que recordaba de cuando era niño" y que haría todo lo posible porque fuera "realista a la vez que entretenida".
Bruce Willis estuvo cerca de aceptar el papel de John "Hannibal" Smith, sin embargo, en junio de 2009, y tras la negativa final de Willis, Variety reveló que Liam Neeson estaba en negociaciones con la 20th Century Fox para interpretar el rol protagonista, además de que Bradley Cooper anunció en MTV News que interpretaría a Templeton Peck después de haberlo desmentido anteriormente.
El 26 de agosto de 2009, la web dedicada a la Ultimate Fighting Championship MMAjunkie.com anunció que el luchador de artes marciales mixtas Quinton "Rampage" Jackson tomaría el rol de B.A. Baracus, aunque poco después fue denegado por su representante. No obstante, en septiembre, The Vancouver Sun anunció que Jackson había postpuesto una pelea del UFC 107 para filmar la película a finales de 2009. Tiempo después, el rapero Curtis Jackson "50 Cent" reveló que había audicionado para el papel, pero que no había podido tomarlo por conflictos de agenda entre el rodaje y la promoción de su nuevo disco.
Sobre el papel de H.M. Murdock, en septiembre de 2009 se anunció que le había sido ofrecida la posibilidad de interpretarlo al actor sudafricano Sharlto Copley, que por aquel entonces se daba a conocer en Distrito 9. Pocos días después, fue confirmado en el papel por la propia Fox, junto a las contrataciones de Jessica Biel y Patrick Wilson. Para el papel de Biel, también adicionaron Amber Heard y Olga Kurylenko.
Los actores Dwight Schultz y Dirk Benedict, que interpretaron a H.M. Murdock y Templeton Peck en la serie original, hicieron un cameo. Sin embargo, Mr. T declinó aparecer. Meses después y cercano al estreno de la película en Estados Unidos, el actor y boxeador lanzó una crítica a la película al considerar que había "un montón de sexo y muertos" y que no le agradaba ver como "nuestro estilo desenfadado ha sido remplazado por tanta crudeza". Benedict también se mostró molesto con la corta duración de su cameo, alegando que "los espectadores que parpadeen, ni me verán".

### Guion
Michael Brandt y Derek Haas finalizaron el primer borrador del guion a principios de 2008, pero el proyecto quedó en suspensión tras la salida de Singleton en octubre. Con la llegada de Joe Carnahan a la dirección, Skip Woods, que había trabajado recientemente para la Fox en X-Men Origins: Wolverine, se unió al equipo de guionistas y junto al propio Carnahan y Brian Bloom, que además tuvo un papel secundario en la película, hicieron la revisión final al libreto.
Según Brandt, el guion estuvo inspirado en otras películas del género como Die Hard, The Bourne Identity o Casino Royale y las muertes estarían reflejadas en las escenas de acción, a diferencia de la serie.
Jules Daly y Stephen J. Cannell, dos de los creadores de la serie original, estuvieron involucrados en el proyecto como productores desde el inicio. Cannell, confirmó que en el argumento de la película se cambiaría la guerra dónde combatieron los protagonistas, que pasó de ser Vietnam a una de las guerras de Oriente Medio: la Guerra de Irak.
Carnahan mencionó que la película siguió la misma línea que la serie original aunque evolucionada hacia una premisa más realista. La historia mantuvo situaciones y elementos muy icónicos de la serie como el miedo del personaje de B.A. Barracus a volar o la característica furgoneta GMC Dura.

### Rodaje

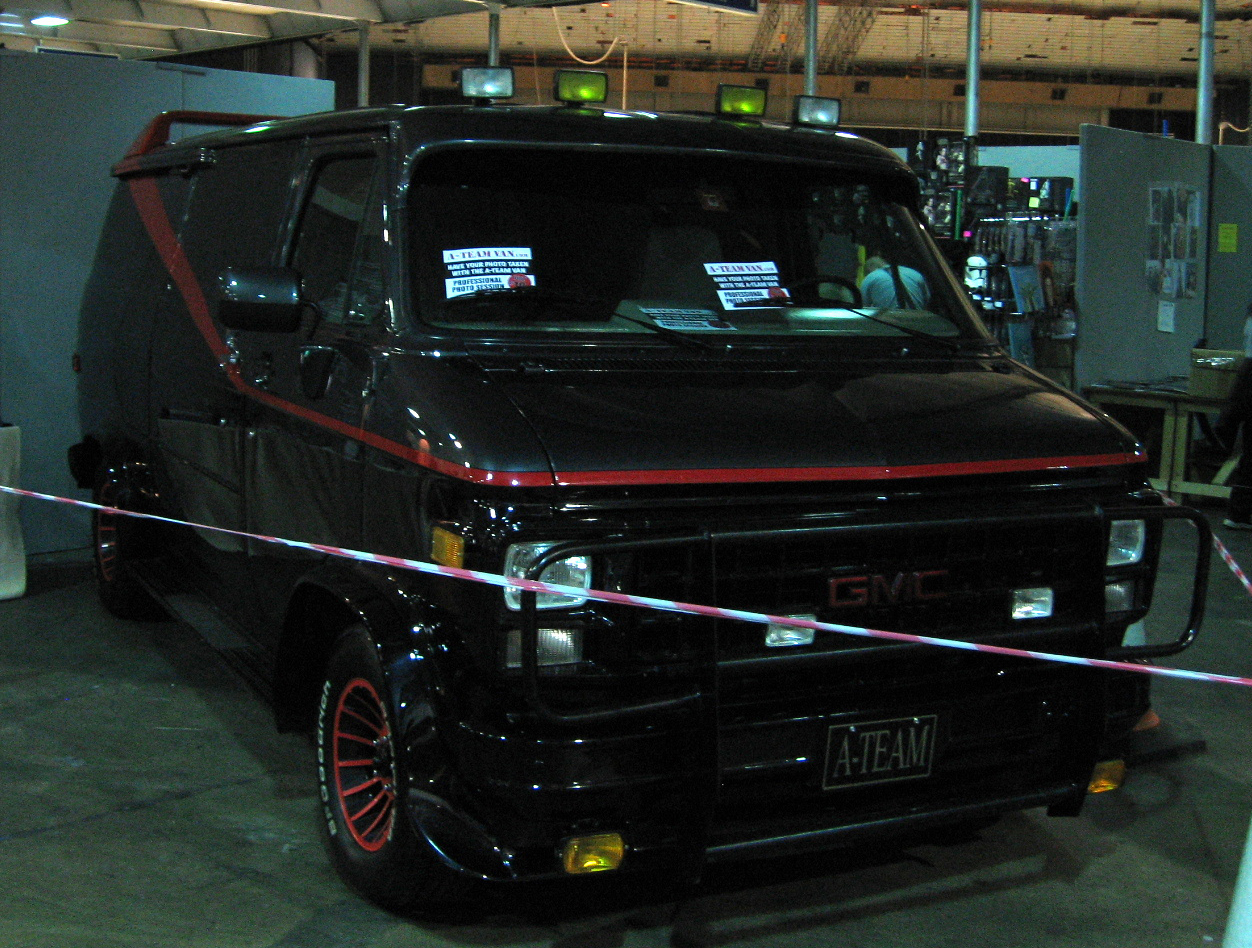
Para la película, se usó una furgoneta GMC Vandura como la usada en la serie.

El rodaje comenzó el 19 de septiembre de 2009 en la Columbia Británica, Canadá.
Las ciudades de Surrey, Langley, Burnaby y algunos lugares característicos de Vancouver, como las torres Bentall, fueron las localizaciones elegidas para el rodaje en la Columbia Británica.

### Posproducción
El compositor neoyorquino Alan Silvestri compuso la banda sonora de la película.
Varese Sarabande distribuyó el álbum de la banda sonora, que incluía la sintonía original de la serie compuesta por Mike Post y Pete Carpenter.
| N.º | Título                                                             | Duración |  |
| 1.  | «Somewhere In Mexico/Original “The A-Team (Theme)»                 | 2:12     |  |
| 2.  | «Saving Face»                                                      | 3:32     |  |
| 3.  | «Alpha Mike Foxtrot»                                               | 4:29     |  |
| 4.  | «Welcome To Baghdad»                                               | 4:22     |  |
| 5.  | «The Plan»                                                         | 6:52     |  |
| 6.  | «Court Martial»                                                    | 3:09     |  |
| 7.  | «Putting The Team Back Together»                                   | 3:39     |  |
| 8.  | «Flying A Tank»                                                    | 6:10     |  |
| 9.  | «Frankfurt»                                                        | 4:11     |  |
| 10. | «Retrieving The Plates»                                            | 4:09     |  |
| 11. | «Safehouse»                                                        | 3:50     |  |
| 12. | «Safehouse Aftermath»                                              | 4:58     |  |
| 13. | «Shell Game»                                                       | 2:44     |  |
| 14. | «The Docks Part 1»                                                 | 7:35     |  |
| 15. | «The Docks Part 2»                                                 | 5:47     |  |
| 16. | «I Love It When A Plan Comes Together / Original The A-Team Theme» | 5:26     |  |

## Promoción y estreno
El 23 de octubre la Fox publicó en Internet la primera imagen oficial del cuarteto protagonista completamente caracterizados.
El primer tráiler fue lanzado a la red el 8 de enero de 2010, en la web de la película. En él se escucha la sintonía original acompañado de la narración característica de la introducción de la serie y al final puede verse el eslogan promocional de la película: There is no Plan B (No hay un Plan B). El primer póster fue lanzado en marzo.
El 1 de abril de 2010 se lanzaron simultáneamente el segundo póster y el segundo tráiler, de más duración que el primero. Se lanzaron cuatro anuncios para la televisión, cada uno centrado en uno de los miembros del equipo.
La empresa de juguetes Jazwares obtuvo los derechos para comercializar una línea de figuras de acción con los personajes de la película, así como varios juguetes electrónicos como walkie-talkies, despertadores y cámaras digitales. En marzo de 2010, la empresa IDW Publishing lanzó dos líneas de cómics basados en los personajes de la película, titulados A-Team: Shotgun Wedding y A-Team: War Stories, escritos por Chuck Dixon y Erik Burnham. Fue portada de la revista británica Empire en su edición de junio de 2010, compartiendo protagonismo con la cinta de Sylvester Stallone The Expendables, ambas de temática similar. 
La première de la película en Hollywood se realizó el 5 de junio de 2010, en el Grauman's Chinese Theatre, a la que asistió la mayor parte del reparto y equipo de rodaje. Los cuatro protagonistas llegaron al teatro en helicóptero y después se pasearon por la alfombra roja subidos en un tanque y en la icónica furgoneta negra.
La película se estrenó el 11 de junio de 2010 en Estados Unidos y el 30 de julio en España.

## Estrenos
- Egipto: Miércoles, 9 de junio de 2010
- Filipinas: Miércoles, 9 de junio de 2010
- Indonesia: Miércoles, 9 de junio de 2010
- Jordania: Miércoles, 9 de junio de 2010
- Suecia: Miércoles, 9 de junio de 2010
- Trinidad y Tobago: Miércoles, 9 de junio de 2010
- Australia: Jueves, 10 de junio de 2010
- Bahrein: Jueves, 10 de junio de 2010
- Dinamarca: Jueves, 10 de junio de 2010
- Emiratos Árabes Unidos: Jueves, 10 de junio de 2010
- Hong Kong: Jueves, 10 de junio de 2010
- Kazajistán: Jueves, 10 de junio de 2010
- Korea del Sur: Jueves, 10 de junio de 2010
- Kuwait: Jueves, 10 de junio de 2010
- Líbano: Jueves, 10 de junio de 2010
- Malasia: Jueves, 10 de junio de 2010
- Nueva Zelanda: Jueves, 10 de junio de 2010
- Países Bajos: Jueves, 10 de junio de 2010
- Puerto Rico: Jueves, 10 de junio de 2010
- Rusia: Jueves, 10 de junio de 2010
- Singapur: Jueves, 10 de junio de 2010
- Ucrania: Jueves, 10 de junio de 2010
- Estados Unidos: Viernes, 11 de junio de 2010
- Canadá: Viernes, 11 de junio de 2010
- Belice: Viernes, 11 de junio de 2010
- Brasil: Viernes, 11 de junio de 2010
- Colombia: Viernes, 11 de junio de 2010
- Costa Rica: Viernes, 11 de junio de 2010
- Ecuador: Viernes, 11 de junio de 2010
- El Salvador: Viernes, 11 de junio de 2010
- Estonia: Viernes, 11 de junio de 2010
- Finlandia: Viernes, 11 de junio de 2010
- Guatemala: Viernes, 11 de junio de 2010
- Honduras: Viernes, 11 de junio de 2010
- Lituania: Viernes, 11 de junio de 2010
- México: Viernes, 11 de junio de 2010
- Nicaragua: Viernes, 11 de junio de 2010
- Panamá: Viernes, 11 de junio de 2010
- Polonia: Viernes, 11 de junio de 2010
- Venezuela: Viernes, 11 de junio de 2010
- Taiwán: Sábado, 12 de junio de 2010
- Bélgica: Miércoles, 16 de junio de 2010
- Francia: Miércoles, 16 de junio de 2010
- Islandia: Miércoles, 16 de junio de 2010
- Suiza: Miércoles, 16 de junio de 2010
- Grecia: Jueves, 17 de junio de 2010
- República Dominicana: Jueves, 17 de junio de 2010
- Tailandia: Jueves, 17 de junio de 2010
- Bulgaria: Viernes, 18 de junio de 2010
- Italia: Viernes, 18 de junio de 2010
- Letonia: Viernes, 18 de junio de 2010
- Noruega: Viernes, 18 de junio de 2010
- Argentina: Jueves, 24 de junio de 2010
- Bolivia: Jueves, 24 de junio de 2010
- Chile: Jueves, 24 de junio de 2010
- Perú: Jueves, 24 de junio de 2010
- Rumania: Jueves, 24 de junio de 2010
- India: Viernes, 25 de junio de 2010
- Serbia y Montenegro: Jueves, 8 de julio de 2010
- Eslovaquia: Jueves, 29 de julio de 2010
- Portugal: Jueves, 29 de julio de 2010
- República Checa: Jueves, 29 de julio de 2010
- España: Viernes, 30 de julio de 2010
- Reino Unido: Viernes, 30 de julio de 2010
- Hungría: Jueves, 5 de agosto de 2010
- Uruguay: Viernes, 6 de agosto de 2010
- Alemania: Jueves, 12 de agosto de 2010
- Austria: Jueves, 12 de agosto de 2010
- Eslovenia: Jueves, 12 de agosto de 2010
- Israel: Jueves, 19 de agosto de 2010
- Japón: Viernes, 20 de agosto de 2010
- Nigeria: Viernes, 20 de agosto de 2010
- Sudáfrica: Viernes, 20 de agosto de 2010
- Turquía: Viernes, 20 de agosto de 2010
- Croacia: Jueves, 26 de agosto de 2010

## Recepción

### Crítica
La película recibió críticas de todo tipo. En las review de la web de críticas Rotten Tomatoes se asignó una calificación del 53% basado en 120 críticas, con una calificación general de 5.5/10. 
El consenso de la crítica fue que tanto en lo mejor como en lo peor, la adaptación cinematográfica que hizo Joe Carnahan de The A-Team captura la superficialidad y ruido de la serie de televisión. En la base de datos de Internet IMDb, la película está puntuada con un 6.8 sobre 10 sobre la base de más de ciento cincuenta mil votos.
El crítico Steve Persall, del Times comentó que la película era «literalmente una explosión, que contiene grandes dosis de emoción desde los créditos iniciales hasta su clímax, que es una orgía de destrucción y efectos visuales» y que provocaba «más risas que algunas comedias». Brian Lowry, para Variety demandó «un poco menos de presupuesto en efectos especiales y un poco más de psicología o inteligencia en la interacción de los personajes» pero que aun así «la película funciona moderadamente bien como una serie B descerebrada»